# Mai 1832

## Événements
- Deuxième tome des Scènes de la vie privée de Balzac (avec le Colonel Chabert et le Curé de Tours).
- Le marabout Mahi ed-Din, soutenu par le sultan du Maroc Abd ar-Rahman, regroupe plusieurs tribus avec lesquelles il attaque Oran.

- 3 mai, France : Zulma Carraud, amie républicaine d'Honoré de Balzac, lui reproche avec véhémence ses prises de positions légitimistes, sous l'influence de la Duchesse de Castries, alors qu'il avait été jusque-là libéral.

- 6 mai, France : rixes sanglantes place Vendôme.

- 7 mai : le traité de Londres donne son indépendance au royaume de Grèce (1832-1833).

- 9 mai : traité de Payne's Landing. Les Indiens sont contraints de céder leurs droits sur les territoires à l’Est du Mississippi. Les tribus indiennes du sud-est sont déportées. Le chef Séminole Osceola s’oppose au traité.

- 16 mai, France :
  - Casimir Perier meurt du choléra;
  - la duchesse de Berry arrive en Vendée. Sa tentative de rébellion échouera.

- 19 mai, France : enterrement de Casimir Perier.

- 21 mai, France : Tocqueville démissionne de sa position de juge suppléant, par solidarité avec Beaumont, révoqué le 16 de ses fonctions de substitut près le tribunal de première instance de la Seine pour avoir refusé de siéger au titre de représentant du ministère public dans le procès opposant la baronne de Feuchères, protégée de Louis-Philippe, à la famille légitimiste des Rohan, dont il est politiquement solidaire.

- 27 - 30 mai : fête de Hambach, qui sert de prétexte à une nouvelle intervention de Metternich.
  - le 28 juin, Metternich fait voter à la Diète de Francfort le « protocole des six articles » dirigé contre les libéraux et les nationalistes : les gouvernements allemands ne devraient ni tolérer que les assemblées législatives tentent d’enlever au pouvoir exécutif la puissance effective ni permettre que le système confédéral de 1815 ne soit critiqué publiquement. La surveillance des universités et la censure sont remises en vigueur. La répression qui suit favorise la création de sociétés secrètes de nationaux-libéraux.

- 28 mai : le pape Grégoire XVI condamne l’insurrection Polonaise.

- 29 mai - 1er juin, France : Louis-Philippe reçoit le roi des Belges au château de Compiègne. L’entrevue vise à arrêter les conditions du mariage du roi Léopold avec la princesse Louise d’Orléans, fille aînée de Louis-Philippe.

- 30 mai, France : âgé de vingt ans, le mathématicien Évariste Galois est tué en duel.

## Naissances
- 7 mai : Carl Neumann (mort en 1925), mathématicien allemand.
- 14 mai : Rudolf Lipschitz (mort en 1903), mathématicien allemand.
- 18 mai : Georges Claraz, botaniste et explorateur suisse. († 1930).

## Décès
- 7 mai : Charles Guillaume Alexandre Bourgeois, peintre, graveur, physicien et chimiste français (° 16 décembre 1759).
- 12 mai : Heinrich Christian Macklot (né en 1799), naturaliste allemand.
- 13 mai :
  - Georges Cuvier (né en 1769), anatomiste français, promoteur de l'anatomie comparée et de la paléontologie.
  - Edward Dodwell (né en 1767), archéologue anglais.
- 16 mai : Casimir Perier, homme politique, régent de la Banque de France.
- 25 mai : Georges Serullas (né en 1774), chimiste et pharmacien français.
- 30 mai : James Mackintosh, médecin, philosophe, journaliste, juge et homme politique britannique (° 24 octobre 1765).
- 31 mai : 
  - Évariste Galois (né en 1811), mathématicien français.
  - Louis-François Rathier (né en 1779), peintre et dessinateur français.